# Soběšice (Předotice)
Soběšice jsou malá vesnice, část obce Předotice v okrese Písek v Jihočeském kraji. Nachází se asi 1,5 kilometru severozápadně od Předotic. Je zde evidováno 10 adres. V roce 2011 zde trvale žilo devět obyvatel.
Soběšice leží v katastrálním území Soběšice u Předotic o rozloze 1,23 km².

## Historie
První písemná zmínka o vesnici pochází z roku 1323.

## Obyvatelstvo
| Rok            | 1869 | 1880 | 1890 | 1900 | 1910 | 1921 | 1930 | 1950 | 1961 | 1970 | 1980 | 1991 | 2001 | 2011 | 2021 |
| -------------- | ---- | ---- | ---- | ---- | ---- | ---- | ---- | ---- | ---- | ---- | ---- | ---- | ---- | ---- | ---- |
| Počet obyvatel | 109  | 82   | 82   | 86   | 62   | 58   | 51   | 21   | 34   | 32   | 18   | 12   | 7    | 9    | 11   |
| Počet domů     | 12   | 13   | 13   | 13   | 12   | 11   | 12   | 11   | 10   | 8    | 7    | 7    | 9    | 9    | 9    |

## Obecní správa
Při sčítání lidu v letech 1850–1962 Soběšice byly osadou obce Kožlí u Čížové v okrese Písek. V letech 1963–1987 byly částí obce Podolí II v okrese Písek. Od 1. ledna 1988 do 28. února 1990 byly částí obce Čížová v okrese Písek. Od 1. března 1990 jsou částí obce Předotice v okrese Písek.

## Pamětihodnosti
- Zvonice ve vesnici
- Kříž u silnice do vesnice

## Galerie

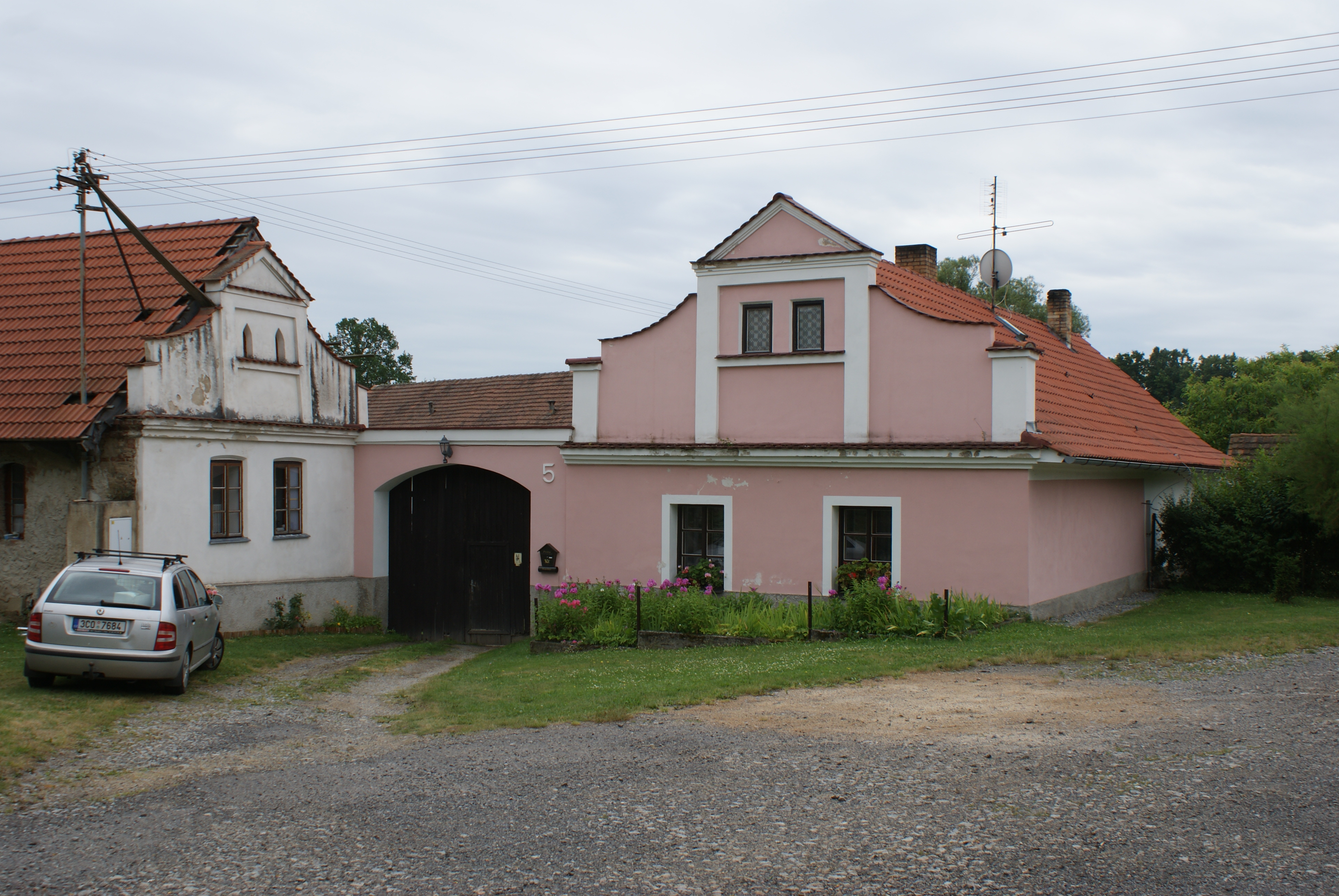
Usedlost ve vsi
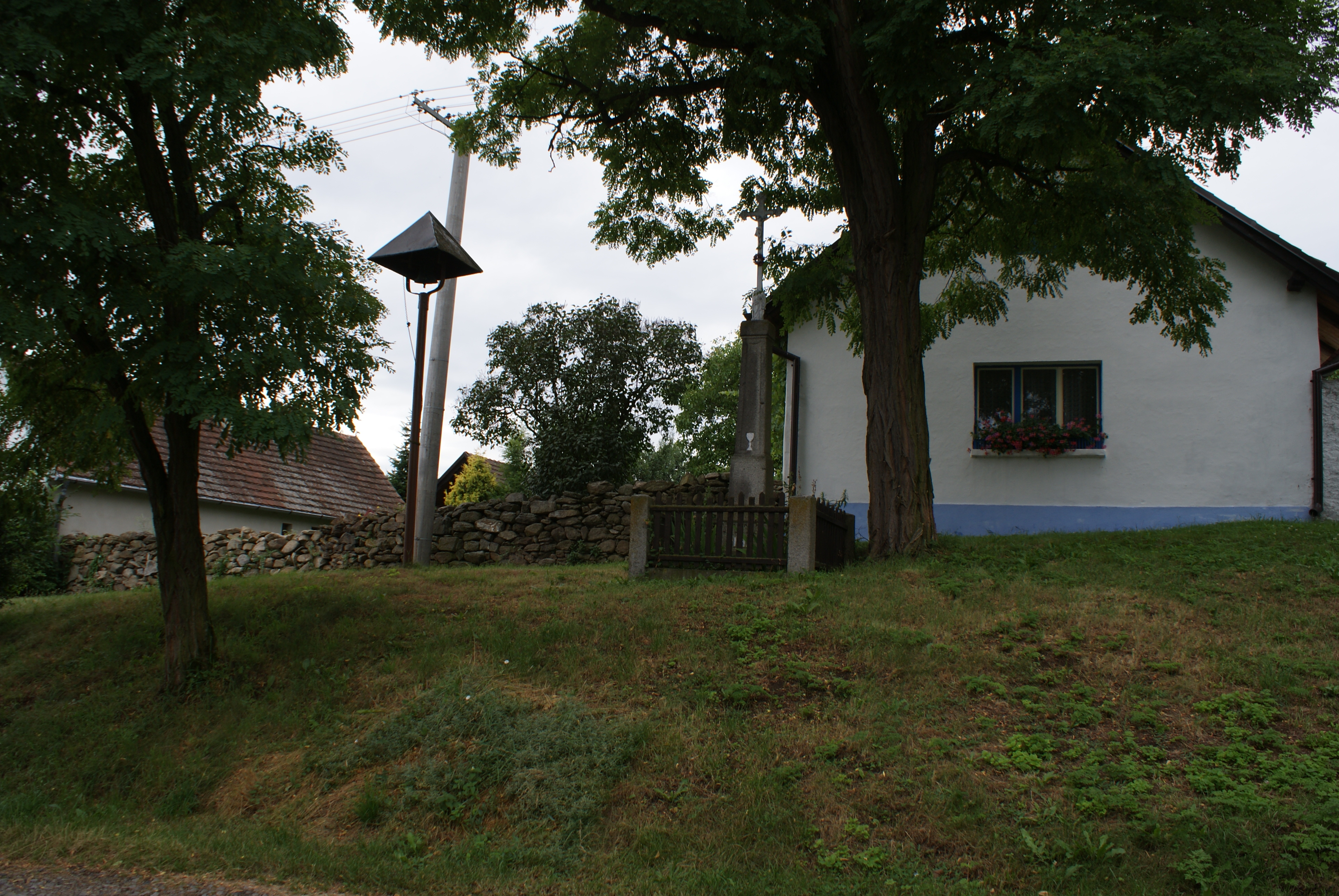
Zvonice a kříž ve vsi